# Bouillé-Ménard
Bouillé-Ménard és un municipi francès situat al departament de Maine i Loira i a la regió de País del Loira. L'any 2007 tenia 728 habitants.

## Demografia

### Població
El 2007 la població de fet de Bouillé-Ménard era de 728 persones. Hi havia 280 famílies de les quals 72 eren unipersonals (32 homes vivint sols i 40 dones vivint soles), 92 parelles sense fills, 92 parelles amb fills i 24 famílies monoparentals amb fills.
La població ha evolucionat segons el següent gràfic:
Habitants censats

### Habitatges
El 2007 hi havia 319 habitatges, 285 eren l'habitatge principal de la família, 14 eren segones residències i 20 estaven desocupats. 305 eren cases i 13 eren apartaments. Dels 285 habitatges principals, 221 estaven ocupats pels seus propietaris, 60 estaven llogats i ocupats pels llogaters i 4 estaven cedits a títol gratuït; 2 tenien una cambra, 6 en tenien dues, 35 en tenien tres, 66 en tenien quatre i 176 en tenien cinc o més. 210 habitatges disposaven pel capbaix d'una plaça de pàrquing. A 126 habitatges hi havia un automòbil i a 133 n'hi havia dos o més.

### Piràmide de població
La piràmide de població per edats i sexe el 2009 era:
| Homes | Edats   | Dones |
| ----- | ------- | ----- |
| 0     | 95 o +  | 0     |
| 0     | 90 a 94 | 0     |
| 0     | 85 a 89 | 0     |
| 4     | 80 a 84 | 0     |
| 16    | 75 a 79 | 24    |
| 24    | 70 a 74 | 32    |
| 12    | 65 a 69 | 20    |
| 24    | 60 a 64 | 16    |
| 12    | 55 a 59 | 24    |
| 12    | 50 a 54 | 16    |
| 28    | 45 a 49 | 16    |
| 16    | 40 a 44 | 16    |
| 24    | 35 a 39 | 16    |
| 28    | 30 a 34 | 12    |
| 28    | 25 a 29 | 24    |
| 24    | 20 a 24 | 12    |
| 24    | 15 a 19 | 24    |
| 20    | 10 a 14 | 28    |
| 0     | 5 a 9   | 16    |
| 24    | 0 a 4   | 12    |

## Economia
El 2007 la població en edat de treballar era de 421 persones, 323 eren actives i 98 eren inactives. De les 323 persones actives 293 estaven ocupades (163 homes i 130 dones) i 30 estaven aturades (12 homes i 18 dones). De les 98 persones inactives 39 estaven jubilades, 30 estaven estudiant i 29 estaven classificades com a «altres inactius».

### Ingressos
El 2009 a Bouillé-Ménard hi havia 286 unitats fiscals que integraven 725 persones, la mediana anual d'ingressos fiscals per persona era de 14.529 €.

### Activitats econòmiques
Dels 14 establiments que hi havia el 2007, 4 eren d'empreses de construcció, 4 d'empreses de comerç i reparació d'automòbils, 2 d'empreses de transport, 1 d'una empresa d'hostatgeria i restauració, 1 d'una empresa financera, 1 d'una empresa de serveis i 1 d'una entitat de l'administració pública.
Dels 4 establiments de servei als particulars que hi havia el 2009, 1 era un paleta, 1 guixaire pintor, 1 fusteria i 1 lampisteria.
L'únic establiment comercial que hi havia el 2009 era una botiga de menys de 120 m².
L'any 2000 a Bouillé-Ménard hi havia 41 explotacions agrícoles que ocupaven un total de 1.311 hectàrees.

## Equipaments sanitaris i escolars
El 2009 hi havia 1 escola elemental i 1 escola elemental integrada dins d'un grup escolar amb les comunes properes formant una escola dispersa.

## Poblacions més properes
El següent diagrama mostra les poblacions més properes.